# Hugo Banzer
Hugo Banzer Suárez (10. maj 1926 - 5. maj 2002) var en boliviansk politiker, general, diktator og i to perioder Bolivias præsident. Han besad præsidentembedet to gange:  fra 1971 til 1978 som diktator og igen fra 1997 til 2001 valgt ved frie valg i henhold til landets forfatning. Han var den første tidligere diktator i Latinamerika, der senere blev demokratisk valgt statsleder.

## Militæruddannelse
Banzer blev født på landet i Bolivias lavland i departementet Santa Cruz. Han modtog uddannelse i militæret i Bolivia. Han gik endvidere på militærakademier i Argentina, Brasilien og  USA, herunder på Armored Cavalry School i Fort Hood, Texas og på School of the Americas i Georgia. Han var efterkommer af den tyske immigrant Georg Banzer Schewetering.
Banzer blev udpeget som oberst i 1961 og blev tre år senere udpeget som uddannelses- og kulturminister i general René Barrientos' militærregering. Banzer blev interesseret i politik og støttede den højreorienterede bolivianske hær. 

## Som kupmager, 1970–1971
I 1970 trak daværende præsident Juan José Torres Bolivia i en venstreorienteret retning, hvilket medførte uro blandt Bolivias konservative kredse og også i Nixon administrationen. Torres havde indkaldt en "Folkeforsamling" (Asamblea del Pueblo) bestående af minearbejdere, fagforeningsledere, bønder og studenter. Folkeforsamlingen var blevet overladt vidtgående beføjelser, hvilket var blevet skarpt kritiseret fra konservative kredse. Kort forinden havde Torres' regering nationaliseret olieselskabet Gulf Oils aktiviteter i Bolivia, hvilket ligeledes havde medført stærke reaktioner i Bolivia og i udlandet. Banzer var en af de stærkeste kritikere i Bolivia. I begyndelsen af 1971 forsøgte en del af Bolivias militær at gennemføre et militærkup, hvilket dog slog fejl, hvorefter Banzer flygtede til Argentina. Han havde dog ikke opgivet sine ambitioner om at overtage magten.

## Diktator, 1971–1978
Efter en længere planlægning lykkedes det den 18. august 1971 general Hugo Banzer at iværksætte et succesfuldt oprør blandt militæret. Oprøret begyndte i Santa Cruz de la Sierra, hvor Banzer havde mange støtter. Oprøret spredte sig til garnisonerne i La Paz, hvor oprøret udviklede sig blodigt. Det er omstridt i hvilket omfang kuppet fik støtte fra USA og Brasilien, men det er velbeskrevet, at Nixons administration ydede støtte til Banzer i form af rådgivning og finansiel støtte. Med de gode kontakter kunne general Banzer fremstå som regimets stærke mand, og få dage efter kuppet kunne han den 22. august lade sig indsætte som Bolivias præsident. Den afsatte præsident Juan José Torres måtte flygte til Buenos Aires. Bander modtog efter kuppet støtte fra de to største partier i landet; centrum-højre partiet Movimiento Nacionalista Revolucionario (MNR) ledet af tidligere præsident Víctor Paz Estenssoro og det konservative Falange Socialista Boliviana ledet af Mario Gutiérrez.
Bolivia havde under præsident Torres' venstreorienterede regering været plaget af omfattende strejker, uro og ustabil økonomi bl.a. som et resultat af Torres' politiske eksperiment med nedsættelsen af Folkeforsamlingen og overladelse af omfattende beføjelser til fagforeningerne under ledelse af trotskisten Juan Lechín. Et væsentligt element i Banzers politik var derfor genskabelse af "lov og orden". Med støtten fra 
Víctor Paz Estenssoro og Gutierrez havde Banzer en vis legitimitet som præsident, og denne blev benyttet til at slå ned på venstreorienterede aktiviteter i landet. Alle venstreorienterede partier blev forbudt, fagforeningerne suspenderet og universiteterne lukket. Banzer havde støtte fra store dele af befolkningen, der var træt af de foregående års venstreorienterede eksperimenter under Ovando og Torres, ligesom centrum-højre partierne støttede Banzer. I 1974 ophørte den politiske støtte imidlertid, da det blev klart, at Banzer ikke havde tænkt sig at afholde valg, men i stedet agtede at fortsætte som landets leder alene med militærets støtte. På dette tidspunkt forbød Banzer al politisk aktivitet og sendte alle betydende politiske ledere, inklusive  Paz Estenssoro, i eksil.
Menneskerettighedsgrupper hævder, at flere tusinde bolivianere søgte politisk asyl i udlandet under Banzers regime mellem 1971-78 (også kaldet Banzerato), og at der i perioden blev arresteret omkring 3.000 politiske modstandere, 200 blev dræbt og mange flere torteret. I kælderen under Indenrigsministeriet blev ca. 2.000 personer holdt fanget og torteret i tiden under Banzer, Tortur under Blazers regime var udbredt, og mange forsvandt bare. Banzers regime hyrede naziforbryderen Klaus Barbie som konsulent.
En del af den stabilitet, der blev opnået i Bolivia under Banzer var resultatet af, at landet under Banzer havde nem adgang til optagelse af lån og kreditter i udlandet. En del af disse lån m.v. blev ydet i form af bistand til en række infrastruktur-projekter af tvivlsom beskaffenhed, men som dog gjorde indtryk i visse dele af befolkningen, ligesom de mange projekter gav grobund for yderligere korruption i det i forvejen korruptionsplagede land. 
I 1975 genetablerede Banzer Bolivias diplomatiske forbindelser til Chile, der havde været afbrudt siden 1962. Genoptagelsen skete som led i bestræbelserne på at give Bolivia adgang til Stillehavet; en adgang der gik tabt med nederlaget i Stillehavskrigen i slutningen af 1800-tallet, hvor Bolivia måtte afstå provinsen Litoral til Chile. I forbindelse med forhandlingerne i 1970'erne tilbød Chile en landkorridor til Bolivia langs grænsen til Peru. Peru skulle imidlertid i henhold til ældre traktater om området acceptere sådan overdragelse af chilensk territorium, og Peru nægtede at medvirke til overdragelsen og foreslog i stedet, at området skulle underlægges alle tre lande, hvilket Chile ikke kunne acceptere. Forhandlingerne brød herefter sammen, og Bolivia afbrød herefter atter de diplomatiske forbindelser med Chile, efter Banzers afsættelse i 1978. 

### Demokratisk omvæltning i 1978
Efter pres fra Carter administrationen gik Banzer i 1978 med til at påbegynde en forsigtig "demokratisk åbning". Der blev givet begrænset amnesti til politiske modstandere og landet forberedte sig på afholdelse af frie valg. Da den daværende bolivianske forfatning ikke tillod valg af en siddende præsident, udpegede Banzer en marionet, general Juan Pereda. Det var forventet, at Pereda kunne blive valgt om nødvendigt gennem hjælp fra regeringen, hvorefter Banzer efter fire år med Pereda selv kunne stille op til et nyt valg. Op til valget viste der sig massiv støtte til den venstreorienterede opposition under ledelse af Hernán Siles (UDP). Valget blev gennemført med massiv valgsvindel og Pereda blev erklæret vinderen. Der udbrød herefter omfattende strejker og uroligheder, der lammede landet. Uafhængige organisationer bekræftede forekomsten af udbredt svindel. Banzer valgte herefter at annullere valgresultatet og erklærede, at der ikke ville blive afholdt valg de næste par år. 
Banzer havde dog ikke forudset general Peredas reaktion. Pereda følte sig udnyttet af Banzer, og som officiel vinder af valget udnyttede han denne legitimitet til at drage fordel af, at store dele af hæren var blevet trætte af Banzers manipulation med hæren for opnåelse af egne fordele. Det fulgte derefter atter et militærkup i Bolivia, og Banzer måtte forlade præsidentpaladset i juli 1978. Pereda blev herefter indsat som præsident af hæren, dog ikke som demokratisk valgt, da valgsvindlen havde været for åbenlys.

## Politisk leder
Da Banzer blev væltet, dannede han et politisk parti, Acción Democrática Nacionalista (ADN), der tiltrak en stor del af de konservative kredse, der havde støttet Banzers regime. Banzer stillede op til de demokratiske valg i 1979 og 1980, hvor han begge gange blev nr. tre. I 1980 fandt yderligere et militærkup sted i Bolivia, og først i 1982 kunne vinderen af valget i 1980, Hernán Siles, indsættes.
Banzer var en skarp modstander af Siles' UDP regering (1982-85) men var mere imødekommende overfor den næste regering ledet af Víctor Paz Estenssoro, der i 1985 blev valgt til præsident af kongressen. Banzers parti, ADN, støttede i perioden en række af Paz' økonomiske reformer, der blev iværksat for at bekæmpe det stærkt gældsplagede land, der på dette tidspunkt tillige var plaget af hyperinflation og omfattede uro med fagforeningerne. Ved valget i 1989 blev Banzer nr. 2, med da ingen af kandidaterne havde opnået 50% flertal, støttede Banzer og ADN i kongressen i stedet valgets nr. 3, den venstreorienterede  Jaime Paz (MIR), der herefter blev præsident med Banzers og ADN's støtte mod til gengæld at støtte Banzer og ADN ved et fremtidigt valg.  Den tidligere diktator blev nr. 2 ved valget i 1993 efter MNR's Gonzalo Sánchez de Lozada. Ved valget i 1997 blev Banzer imidlertid vinderen med en smal margin og kunne indtræde i præsidentembedet med støtte fra en bred centrum-højre koalition.

## Demokratisk valgt præsident (1997–2001)
Banzer tiltrådte som præsident i 1997 i en alder af 71 år. Han var den første tidligere diktator i Latinamerika, der var lykkedes at genvinde magten ved et demokratisk valg. I Banzers regeringstid iværksatte har et omfattende program mod den ulovlige dyrkning og handel med coca. Programmet var kontroversielt i Bolivia, særlig blandt den oprindelige befolkning. Banzers regeringsperiode var endvidere præget af de sædvanlige trakasserier med fagforeningerne. 
Banzer var præsident under den såkaldte "Vandkrig" i 2000, der havde sit udspring i privatiseringen af vandforsyningen i Bolivias tredjestørste by Cochabamba. I forbindelse med privatiseringen steg priserne på vand, opstod omfattende uroligheder, der kulminerede med mordtrusler mod medarbejderne i den private virksomhed, der havde overtaget vandforsyningen, måtte Banzers regering opgive privatiseringen. 
Banzer blev i 2001 diagnosticeret med lungekræft, og han måtte gå af som præsident den 7. august 2001 som følge af helbredsproblemer. Han blev afløst af sin vicepræsident Jorge Quiroga.
Banzer døde den 5. maj 2002.

## Eksterne links
- Wikimedia Commons har flere filer relateret til Hugo Banzer
- Biografi Arkiveret 25. oktober 2014 hos  Wayback Machine på CIDOB, Barcelonas center for internationale forhold (spansk)
- Nekrolog i Los Angeles Times, 6. maj 2002 (engelsk)
- On the crisis of December 1977 Arkiveret 21. maj 2008 hos  Wayback Machine (video)